# 洪一中
洪一中（1961年5月14日—），為台灣棒球總教練及退役選手，曾經效力於中華職棒兄弟象、台灣大聯盟高屏雷公，守備位置為捕手。外號「紅中」，球員時期有「鐵捕」的美譽，在擔任教練之後素有「諸葛紅中」之稱，曾任中華職棒La New熊、Lamigo桃猿及富邦悍將一軍總教練，於2021年12月轉任富邦悍將顧問，2023年1月16日出任台鋼雄鷹的首任總教練。
他曾為中華職棒兄弟象隊當家捕手，並多次代表台灣參加國際比賽。於2004年轉任教練。2017年7月11日，率領Lamigo桃猿隊戰勝統一7-ELEVEN獅，成為中華職棒史上勝場數最多的總教練，且為執教單一球隊勝場數最多者。

## 經歷
- 高雄市鼓山區鼓山國小少棒隊
- 屏東縣美和中學青少棒隊
- 屏東縣美和中學青棒隊
- 輔仁大學棒球隊
- 文化大學棒球隊
- 空軍虎風棒球隊
- 兄弟飯店棒球隊（業餘）
- 中華職棒兄弟象隊（1990年－1996年）
- 台灣大聯盟高屏雷公隊（1997年－2002年）
- 年代電視台職棒球評（2003年）
- 中華職棒La New熊投捕教練（2004年）
- 中華職棒La New熊總教練（2004年6月15日－2009年10月11日）
- 中華職棒La New熊二軍總教練（2010年）
- 中華職棒Lamigo桃猿隊一軍總教練（2011年－2019年）
- 中華職棒富邦悍將一軍總教練（2020年－2021年）
- 中華職棒富邦悍將顧問（2022年）
- 中華職棒台鋼雄鷹總教練（2023年）
- 中華職棒台鋼雄鷹一軍總教練（2024年－）

## 個人年表

### 選手時期
1990年3月17日，中華職棒元年開幕戰，做為兄弟象的捕手。
1991年6月14日，面對味全龍隊張見發轟出兄弟象隊史上第一支滿貫全壘打。
1992年4月5日，面對味全龍隊擊出單場雙響砲，使洪一中短暫登上全壘打王寶座；由於季前有呂明賜的加盟風波，當時有部分象迷喊出「亞洲巨砲洪一中」，以發洩當年球隊無法得到呂明賜的憤怒。
1993年9月25日，面對俊國熊隊威爾轟出中華職棒聯盟史上編號第1000號全壘打。
1996年5月23日，加上前兩年全勤蹲捕，寫下中職第一位捕手連蹲2000局的紀錄。
2002年底入選釜山亞運國手，由於隔年台灣大聯盟與中華職棒合併，且因叛將條款，金牌戰意外成為球員生涯最後一役。

### La new熊一二軍總教練時期
2004年，由La new熊球團代繳「叛將條款」回饋金，洪一中正式上一軍任教，同年接任總教練。
2006年10月25日，率領La new熊贏得上、下半季冠軍，挑戰由季後挑戰賽勝出者統一獅，最終以四勝零負橫掃大橋穰領軍的統一獅，贏得總教練生涯第一座台灣大賽冠軍。
2007年10月28日，率領La new熊贏得下半季冠軍，再度挑戰由季後挑戰賽勝出者統一獅，最終以三勝四負不敵呂文生領軍的統一獅，無緣連霸。
2008年5月7日，率球隊以8比1擊敗興農牛隊，成為中華職棒第六位達到兩百勝的總教練。
2008年8月15日，率領國家隊於北京奧運於正式賽首次輸給中國。曾在一個月前就提到「不管打什麼比賽，我只告訴球員一定要盡心盡力去打，輸贏責任由我來扛」，結果真的輸給中國，洪一中也只能對國家隊這次打「突破僵局制」的比賽的結果表示「一切責任由我來扛」。
2009年10月11日，球季年度賽事結束後，因球隊未打進季後賽而主動向球隊卸下總教練職務，降為二軍總教練。
2010年12月16日，正式宣布二軍總教練洪一中回鍋接任一軍總教練。

### Lamigo桃猿總教練時期
2011年11月20日，率領Lamigo桃猿贏得下半季冠軍，挑戰上半季冠軍統一7-ELEVEn獅，最終以一勝四負敗給呂文生領軍的統一7-ELEVEn獅。
2012年10月18日，率領Lamigo桃猿贏得下半季冠軍，挑戰上半季冠軍統一7-ELEVEn獅，最終以四勝一負擊敗中島輝士領軍的統一7-ELEVEn獅，贏得第二座台灣大賽冠軍。
2014年10月23日，率領Lamigo桃猿贏得上半季冠軍，挑戰下半季冠軍中信兄弟，最終以四勝一負擊敗謝長亨領軍的中信兄弟，贏得第三座台灣大賽冠軍。
2015年10月25日，率領Lamigo桃猿贏得上半季冠軍，挑戰下半季冠軍中信兄弟，最終以四勝三負擊敗吳復連領軍的中信兄弟，贏得第四座台灣大賽冠軍。
2017年球季起，Lamigo桃猿球團將主客場球衣改版，洪一中的2號背號T也提供販售。隨著戰績扶搖直上，被戲稱為「中2T」的背號T銷量意外名列前茅。
2017年5月21日，在桃園國際棒球場面對富邦悍將，以4比3一分之差擊敗對手，奪得執教生涯第700勝，成為中華職棒第2位達成700勝的總教練。
2017年7月6日，在桃園國際棒球場面對富邦悍將，自全猿主場實施後的首次客場比賽，奪得執教生涯第715勝，追平徐生明生涯執教勝場數。
2017年7月11日，在斗六球場下半季首戰面對統一7-ELEVEn獅，靠著九局上半的三分逆轉，第716勝到手，成為台灣職棒史上勝場數最多的總教練。
2017年11月2日，率領Lamigo桃猿贏得上、下半季冠軍，挑戰由季後挑戰賽勝出者中信兄弟，最終以四勝一負擊敗科里·史耐德領軍的中信兄弟，贏得第五座台灣大賽冠軍，超越前統一獅總教練呂文生的四冠，成為中華職棒拿下最多次總冠軍的總教練。
2018年11月3日，率領Lamigo桃猿贏得上、下半季冠軍，挑戰由季後挑戰賽勝出者統一7-ELEVEn獅，最終以四勝兩負擊敗統一7-ELEVEn獅，贏得第六座台灣大賽冠軍。
2019年10月17日，率領Lamigo桃猿以四勝一負擊敗下半季冠軍中信兄弟，贏得隊史首次3連霸，也是隊史第七冠，Lamigo桃猿以此隊名的最後一冠，賽季結束老牛皮國際將球隊轉賣給日資樂天集團。
2019年11月16日，2019年世界棒球12強賽複賽賽後宣布，「因自責不符合國人期待打進前四強甚至拿到奧運門票，因此請辭國家成棒一級比賽總教練一職」，返台後遞出辭呈。

### 富邦悍將總教練時期
2019年12月6日，離開執教多年的Lamigo桃猿，與富邦悍將簽下三年合約，擔任總教練。
2021年12月9日，辭去總教練，轉任球團顧問。從2004年起擔任總教練17年以來，共出賽1870場、勝992場、勝率.540，贏得7次中華職棒最佳總教練。

### 台鋼雄鷹總教練時期
2024年5月15日，率領台鋼雄鷹於樂天桃園棒球場擊敗樂天桃猿，成功拿下執教生涯第一千勝，為中職史上首人。

## 職棒生涯成績

### 中華職棒
- （粗黑體字為該年度最佳或最高成績）

| 年度 | 球隊   | 出賽 | 打數 | 安打 | 全壘打 | 打點 | 得分 | 盜壘 | 四死 | 被三振 | 壘打數 | 雙殺打 | 打擊率 | 上壘率 | 長打率 | 整體攻擊指數 |
| ---- | ------ | ---- | ---- | ---- | ------ | ---- | ---- | ---- | ---- | ------ | ------ | ------ | ------ | ------ | ------ | ------------ |
| 1990 | 兄弟象 | 90   | 365  | 104  | 0      | 31   | 52   | 5    | 31   | 17     | 134    | 10     | 0.285  | 0.338  | 0.367  | 0.705        |
| 1991 | 兄弟象 | 71   | 224  | 56   | 4      | 35   | 20   | 0    | 10   | 17     | 81     | 6      | 0.250  | 0.273  | 0.362  | 0.635        |
| 1992 | 兄弟象 | 85   | 273  | 68   | 6      | 38   | 33   | 4    | 43   | 17     | 96     | 8      | 0.249  | 0.344  | 0.352  | 0.696        |
| 1993 | 兄弟象 | 90   | 321  | 83   | 4      | 37   | 35   | 1    | 19   | 16     | 107    | 10     | 0.259  | 0.298  | 0.333  | 0.631        |
| 1994 | 兄弟象 | 90   | 323  | 101  | 4      | 43   | 41   | 3    | 17   | 14     | 141    | 5      | 0.313  | 0.343  | 0.437  | 0.780        |
| 1995 | 兄弟象 | 100  | 352  | 88   | 9      | 46   | 42   | 2    | 28   | 21     | 133    | 5      | 0.250  | 0.302  | 0.378  | 0.680        |
| 1996 | 兄弟象 | 100  | 345  | 90   | 5      | 41   | 36   | 6    | 29   | 25     | 120    | 11     | 0.261  | 0.314  | 0.348  | 0.662        |
| 合計 | 7年    | 626  | 2203 | 590  | 32     | 271  | 259  | 21   | 177  | 127    | 812    | 55     | 0.268  | 0.318  | 0.369  | 0.687        |

### 台灣大聯盟
| 年度 | 球隊     | 出賽 | 打數 | 安打 | 全壘打 | 打點 | 壘打數 | 打擊率 | 上壘率 | 長打率 | OPS   |
| ---- | -------- | ---- | ---- | ---- | ------ | ---- | ------ | ------ | ------ | ------ | ----- |
| 1997 | 年代雷公 | 90   | 324  | 72   | 5      | 39   | 99     | 0.222  | 0.264  | 0.306  | 0.570 |
| 1998 | 年代雷公 | 105  | 374  | 113  | 4      | 50   | 148    | 0.302  | 0.358  | 0.396  | 0.754 |
| 1999 | 年代雷公 | 77   | 275  | 77   | 2      | 32   | 100    | 0.280  | 0.321  | 0.364  | 0.685 |
| 2000 | 年代雷公 | 81   | 272  | 97   | 2      | 32   | 123    | 0.357  | 0.410  | 0.452  | 0.862 |
| 2001 | 年代雷公 | 59   | 220  | 56   | 2      | 20   | 72     | 0.255  | 0.294  | 0.327  | 0.621 |
| 2002 | 年代雷公 | 55   | 141  | 39   | 0      | 8    | 48     | 0.277  | 0.338  | 0.340  | 0.678 |
| 合計 | 6年      | 454  | 1606 | 454  | 15     | 181  | 590    | 0.282  | 0.331  | 0.367  | 0.698 |

## 執教生涯成績

### 中華職棒
- （粗黑體字為該年度最佳或最高成績）
- （粗紅體字為聯盟史上最佳或最高成績）

| 年度      | 球隊       | 名次      | 出賽 | 勝場 | 和局 | 敗場 | 勝率  | 勝差 | 備註                                                           |
| --------- | ---------- | --------- | ---- | ---- | ---- | ---- | ----- | ---- | -------------------------------------------------------------- |
| 2004      | La New熊   | 6         | 50   | 22   | 2    | 26   | 0.458 | 15   | 下半球季接任                                                   |
| 2005      | La New熊   | 6         | 100  | 42   | 3    | 55   | 0.433 | 12   |                                                                |
| 2006      | La New熊   | 1         | 100  | 62   | 4    | 34   | 0.646 | 0    | 台灣大賽冠軍                                                   |
| 2007      | La New熊   | 2         | 100  | 58   | 0    | 42   | 0.580 | 0.5  | 下半季冠軍                                                     |
| 2008      | La New熊   | 2         | 84   | 50   | 4    | 30   | 0.595 | 4    | 因帶隊參與北京奧運由呂明賜代理 下半季冠軍、季後賽（0-3敗兄弟） |
| 2009      | La New熊   | 2         | 120  | 61   | 1    | 58   | 0.513 | 3    |                                                                |
| 2011      | Lamigo桃猿 | 1         | 119  | 66   | 2    | 51   | 0.564 | 0    | 6月30日比賽由林泓育任一日總教練 下半季冠軍                     |
| 2012      | Lamigo桃猿 | 2         | 120  | 66   | 2    | 52   | 0.559 | 4.5  | 台灣大賽冠軍                                                   |
| 2013      | Lamigo桃猿 | 3         | 120  | 58   | 2    | 60   | 0.492 | 4.5  |                                                                |
| 2014      | Lamigo桃猿 | 1         | 120  | 66   | 3    | 51   | 0.564 | 0    | 台灣大賽冠軍                                                   |
| 2015      | Lamigo桃猿 | 1         | 120  | 68   | 0    | 52   | 0.567 | 0    | 台灣大賽冠軍                                                   |
| 2016      | Lamigo桃猿 | 4         | 120  | 53   | 3    | 64   | 0.453 | 14.5 |                                                                |
| 2017      | Lamigo桃猿 | 1         | 120  | 78   | 1    | 41   | 0.655 | 0    | 台灣大賽冠軍                                                   |
| 2018      | Lamigo桃猿 | 1         | 120  | 73   | 0    | 47   | 0.608 | 0    | 台灣大賽冠軍                                                   |
| 2019      | Lamigo桃猿 | 1         | 117  | 61   | 2    | 54   | 0.530 | 0    | 8月2日-8月4日比賽由郭建霖代理總教練 台灣大賽冠軍               |
| 2020      | 富邦悍將   | 4         | 120  | 54   | 1    | 65   | 0.454 | 14.0 |                                                                |
| 2021      | 富邦悍將   | 4         | 120  | 54   | 4    | 62   | 0.466 | 12.5 |                                                                |
| 2024      | 台鋼雄鷹   | 6         | 120  | 49   | 1    | 70   | 0.412 | 20.5 |                                                                |
| 通算:17年 | 通算:17年  | 通算:17年 | 1989 | 1040 | 35   | 914  | 0.540 |      |                                                                |

## 國際賽事總教練成績
- 2006年亞洲職棒大賽： 第二名（La New熊）
- 2008年夏季奧運棒球最終資格排名賽：第三名（晉級奧運）
- 2008年夏季奧林匹克運動會棒球比賽：第五名
- 2012年亞洲職棒大賽： 第二名（Lamigo Monkeys）
- 2017年亞洲職棒冠軍爭霸賽：第三名
- 2019年世界棒球12強賽：第五名

## 外部連結
- 洪一中在台灣棒球維基館上的頁面（繁體中文）
- 洪一中在中華職棒官網
- 洪一中在Baseball-Reference.com（小聯盟以及海外聯盟）（英语）
- 洪一中在Olympedia（英语）

| 體育角色              | 體育角色                                     | 體育角色      |
| --------------------- | -------------------------------------------- | ------------- |
| 中華職業棒球大聯盟    |                                              |               |
| 前任： 加藤初（代理） | La New熊總教練 2004年6月15日－2009年10月11日 | 繼任： 蔡榮宗 |
| 前任： 蔡榮宗         | Lamigo桃猿總教練 2011年1月6日－2019年        | 繼任： 曾豪駒 |
| 前任： 陳連宏         | 富邦悍將總教練 2020年－2021年                | 繼任： 丘昌榮 |
| 前任： 首任           | 台鋼雄鷹總教練 2023年－                      | 繼任： 現任   |